# Stadio Sant'Elia
Stadio Sant'Elia je víceúčelový stadion v sardinském Cagliari. Byl nejvíce využívaný pro fotbal. Byl otevřen v roce 1970 a přestavěn byl v roce 1989. Své domácí zápasy zde hrál tým Cagliari Calcio. V roce 2012 byl uzavřen. Cagliari poslední dva zápasy sezony 2011/2012 muselo odehrát v azylu na Stadiu Nereo Rocco v Terstu. Pro sezonu 2012/2013 bylo rozhodnuto že klub odehraje následující sezonu na Stadiu Is Arenas v sousedním městě Quartu Sant'Elena. Odehrály se zde některé zápasy Mistrovství světa ve fotbale 1990.